# گرانش کوانتومی حلقه‌ای
گرانش کوانتومی حلقه‌ای (loop quantum gravity) (مخفف: LQG)، یک نظریه گرانش کوانتومی است که هدف آن ادغام مکانیک کوانتومی و نسبیت عام است تا بدین طریق مواد سازنده مدل استاندارد را در چارچوبی جهت ایجاد حالت خالصی از گرانش کوانتومی متحد سازد. این شاخه در تلاش است تا نظریه کوانتومی از گرانش را توسعه دهد که به‌طور مستقیم بر روی فرمولاسیون هندسی انشتین بنا نهاده شده و گرانش را به عنوان یک نیرو نگاه نمی‌کند. LQG به عنوان یک نظریه، ساختار فضا-زمان را به گونه‌ای فرضیه‌سازی می‌کند که گویی از حلقه‌های متناهی تشکیل شده که در بافت یا شبکهٔ فوق‌العاده ظریفی در هم تنیده شده‌اند. این شبکهٔ حلقه‌ای را شبکه اسپین می‌نامند. تکامل شبکه‌های اسپینی یا کف اسپینی دارای مقیاسی از مرتبهٔ بیش از طول پلانک، حدوداً {\displaystyle 10^{-35}} متر است و مقیاس‌های کوچکتر از این حد بی‌معناست. نتیجتاً نه تنها ماده بلکه خود فضا نیز ساختار اتمی را ترجیح می‌دهد.
این حوزه‌های تحقیقاتی که در برگیرندهٔ ۳۰ گروه تحقیقاتی در سطح جهان است، دارای فرضیات پایه‌ای فیزیکی و توصیفات ریاضیاتی مشترکی از فضای کوانتومی هستند. تحقیقات حول دو جهت تکامل یافته‌اند: گرانش کوانتومی حلقه‌ای کانونی سنتی‌تر و گرانش کوانتومی حلقه‌ای کواریانت جدیدتر که به آن نظریه کف اسپینی می‌گویند. تکامل‌یافته‌ترین نظریه‌ای که به عنوان نتیجهٔ مستقیمی از گرانش کوانتومی حلقه‌ای ترقی یافته را «کیهانشناسی کوانتومی حلقه‌ای» (LQC) می‌نامند. LQC مطالعه جهان اولیه را به پیش می‌برد که مفهوم مه‌بانگ را در نظریه وسیع‌تر جهش بزرگ متحد ساخته و مه‌بانگ را به عنوان آغاز دوره انبساط می‌بیند که پس از آن دوره انقباض می‌آید، در این مرحله می‌توان از رمبش عظیم صحبت کرد.

## تاریخچه
ابهی اشتکار در ۱۹۸۶ میلادی نسبیت عام انشتین را به زبانی فرموله‌سازی مجدد کرد که با بقیه فیزیک بنیادی نزدیکتر است، بخصوص نظریه یانگ-میلز. مدت کوتاهی پس از آن تد جیکوبسن و لی اسمولین متوجه شدند که معادله صوری نسبیت عام که به آن معادله ویلر-دویت گفته می‌شود، جواب‌هایی را می‌پذیرد که هنگام بازنویسی شدن برحسب متغیرهای اشتکار جدید توسط حلقه‌ها برچسب‌گذاری می‌شوند. کارلو روولی و اسمولین یک نظریه کوانتومی غیر-اختلالی و مستقل از پس‌زمینه‌ای از گرانش را برحسب این جواب‌های حلقه‌ای تعریف نمودند. خورخه پولین و جرزی لواندووسکی فهمیدند که تقاطع حلقه‌ها برای سازگاری این نظریه حیاتی بوده و این نظریه باید برحسب تقاطع حلقه‌ها یا گراف‌ها فرموله شود.
روولی و اسمولین در ۱۹۹۴ میلادی نشان داند که عملگرهای کوانتومی این نظریه متناظر با مساحت و حجم یک طیف گسسته‌اند؛ یعنی هندسه کوانتیزه است. این نتیجه پایه صریحی از هندسه کوانتومی تعریف نموده و مشخص می‌شود که به نوبه خود توسط شبکه اسپینی راجر پنروز برچسب‌زنی می‌شود، یعنی همان گراف‌هایی که توسط اسپین‌ها برچسب زده می‌شوند.
نسخه کانونی این دینامیک توسط توماس تیمن بنا نهاده شد، او بود که یک عملگر همیلتونی آزاد از ناهنجاری تعریف کرده و وجود نظریه مستقل از پس‌زمینه‌ای که از نظر ریاضیاتی سازگار باشد را نشان داد. این نسخه کوواریان یا «کف اسپینی» از این دینامیک طی چندین دهه توسط کار مشترک گروه‌های تحقیقاتی در فرانسه، کانادا، پادشاهی متحده، لهستان و آلمان توسعه یافت. این نسخه در ۲۰۰۸ میلادی تکمیل شده و منجر به تعریف خانواده‌ای از دامنه‌های گذار شد و نشان داده شد که اینها در حد کلاسیک با خانواده‌ای از برش‌های نسبیت عام مرتبط اند. متناهی بودن این دامنه‌ها در ۲۰۱۱ میلادی اثبات شد. اثبات آن نیازمند ثابت کیهانی مثبتی است که با انبساط شتابدار جهان مشاهده شده سازگار باشد.

## ارجاعات
1. ↑  Rovelli 2008.
2. ↑  Ashtekar, Abhay (3 November 1986). "New Variables for Classical and Quantum Gravity". Physical Review Letters. 57 (18): 2244–2247. Bibcode:1986PhRvL..57.2244A. doi:10.1103/PhysRevLett.57.2244. PMID 10033673.
3. ↑  Rovelli 2011.
4. ↑  Muxin 2011, p. 064010.
5. ↑  Fairbairn & Meusburger 2011.